# Вооружённый конфликт в Эквадоре (2024)
Вооружённый конфли́кт в Эквадо́ре — конфликт начатый 9 января 2024 года в Эквадоре между правительством и несколькими преступными группировками. В первую очередь против крупнейшей мафиозной группировкой Эквадора «Лос Чонерос» под руководством Хосе Масиаса Вильямара.

## Предпосылки
Эквадор, который ранее считался мирной страной в регионе, начиная с 2018 года столкнулся с небывалой волной насилия, поскольку стал критически важным пунктом транзита кокаина, а преступные группировки конкурируют за контроль над наркотрафиком и тюрьмами. Сотни заключённых погибли в кровавых тюремных боях.
Всеобщие выборы в 2023 году прошли в условиях тяжёлой криминогенной обстановки. За две недели до первого тура президентских выборов был убит кандидат Фернандо Вильявисенсио. Остальные кандидаты также столкнулись с различными проявлениями преступности — от стрельбы рядом с ними до перестрелок близ мест проведения митингов. Предвыборные кампании кандидатов пришлось досрочно завершить 17 августа, а на финальных митингах кандидаты выступали в бронежилетах и касках.
7 января 2024 года глава группировки «Лос Чонерос» Хосе Масиас Вильямар сбежал из тюрьмы в Гуаякиле в день своего запланированного перевода в тюрьму строгого режима. На следующий день власти сообщили о произошедшем, а двум тюремным охранникам были предъявлены обвинения.
По сообщению The Washington Post, аналитики разведки заявили, что нападения могли быть спровоцированы, по крайней мере частично, недавним расследованием связей между торговцами наркотиками, преступными группировками и политическими деятелями. Операция, известная как «Метастазы», основана на политической программе Дэниэля Нобоа. В декабре 2023 года более двадцати высокопоставленных чиновников службы безопасности и судей Эквадора были арестованы по подозрению в преступной деятельности в интересах наркоторговцев.

## Ход конфликта
В ночь на 8 января четверо полицейских были похищены в Кито и Кеведо.
9 января 2024 года президент Эквадора Даниэль Нобоа подписал указ, объявляющий о «внутреннем вооружённом конфликте» на территории Эквадора с участием целого ряда организованных преступных и террористических группировок. После этого заявления произошло несколько тюремных бунтов.
В тот же день около 2 часов дня по местному времени в главный офис телекомпании TC Televisión в Гуаякиле проникло более 20 человек в масках, вооружённых пистолетами, пулемётами и динамитными шашками. Бандиты ворвались в студию, из которой в эфир выходила новостная программа «El Noticiero», и захватили всех находившихся там в заложники.

## Силы сторон
Точное количество боевиков неизвестно, по разным оценкам может составлять от нескольких сотен до нескольких тысяч.

## Жертвы и потери сторон
Через социальные сети заключённые распространяют видеоролики, на которых они убивают тюремщиков, требуя прямого диалога с президентом республики, при этом угрожая продолжить убийства.
Также местные СМИ сообщают о стрельбе в Университете Гуаякиля. Есть известия о погибших и раненых.
Министерство образования Эквадора распорядилось приостановить очные занятия по всей стране, приказав проводить занятия онлайн до 12 января 2024 года.